# Хрістіне Гербст
Хрістіне Гербст (нім. Christine Herbst, 19 липня 1957) — німецька плавчиня.
Срібна медалістка Олімпійських Ігор 1972 року в естафеті 4x100 метрів комплексом.